# Шармазанашвили, Владимир Харитонович
Владимир Харитонович Шармазанашвили (1900, Дзауджикау — октябрь 1984, Тбилиси) — деятель советских спецслужб, полковник.

## Биография
Родился в 1900 году в городе Дзауджикау (Владикавказ) в семье ремесленника. В 1918 году начал работать в районном комиссариате революционного порядка, затем 3 месяца учился в школе Красных командиров. Там вступил в компартию, участвовал в боевых действиях против атамана Шкуро. С марта 1921 года служил в различных подразделениях ЧК Грузии. Одновременно закончил советскую партийную школу в Тбилиси и рабфак Грузинского университета. Это дало ему право поступить в любое советское высшее учебное заведение без экзаменов. 1 ноября 1927 года он уволился в запас органов госбезопасности с должности помощника уполномоченного секретного отдела и перешел в центральный аппарат грузинской компартии в качестве переводчика. Через два года он перешел в наркомат торговли на должность заведующего моботделом, а потом занял должность управляющего делами.
По рекомендации ЦК компартии Грузии в 1930 году поступил в Московский институт внешней торговли. После его окончания в 1934 году снова работал в различных подразделениях органов госбезопасности по Московской области. В 1938 году окончил спецкурсы ИНО и в октябре того же года, по личному указанию Л. П. Берии, который знал его по работе в Грузии, получил назначение на должность руководителя Школы особого назначения НКВД. Когда в 1943 году в школе была создана Разведывательная школа 1-го управления НГБ СССР, он стал её руководителем. В мае 1947 года переведен в распоряжение управления кадров МГБ СССР, а в апреле 1948 года в звании полковника вышел в отставку.